# 木ノ下城
木ノ下城（きのしたじょう）は、愛知県犬山市（尾張国丹羽郡）にあった日本の城。犬山市指定史跡。

## 概要
城の規模は、南北200メートル、東西200メートルほどの正方形であり、南方に二曲輪、三曲輪が構えられ、東側と北側に堀があったという。

## 沿革
1469年（文明元年）、越前国・尾張国の守護斯波義敏の命により、織田広近（尾張国上四郡守護代の織田敏広の弟）は小口城から犬山に移り、木ノ下城を築城し城主となる。美濃国の斎藤妙椿に対する牽制の役割があったという。織田広近は、犬山の乾山に戦闘用の砦を築いている。
1537年（天文6年）、織田信康は乾山の砦に城郭を造営し、犬山城として整備する。木ノ下城は廃城され、織田信康は犬山城に拠点を移す。
1564年（永禄7年）、織田信長が犬山城に籠もる織田信清を攻める際、かつての木ノ下城跡に宿営し、犬山城攻めの拠点とする（武功夜話による）。
1606年（慶長11年）、木ノ下城跡に愛宕山長泉寺延命院が建立される。延命院は明治初期の廃仏毀釈、神仏分離のため廃止され、延命院の中にあった愛宕神社になる。
1979年（昭和54年）、城跡が犬山市指定史跡となる。

## 所在地
- 愛知県犬山市犬山字愛宕
  - 犬山市役所の西、愛宕神社

## 現在

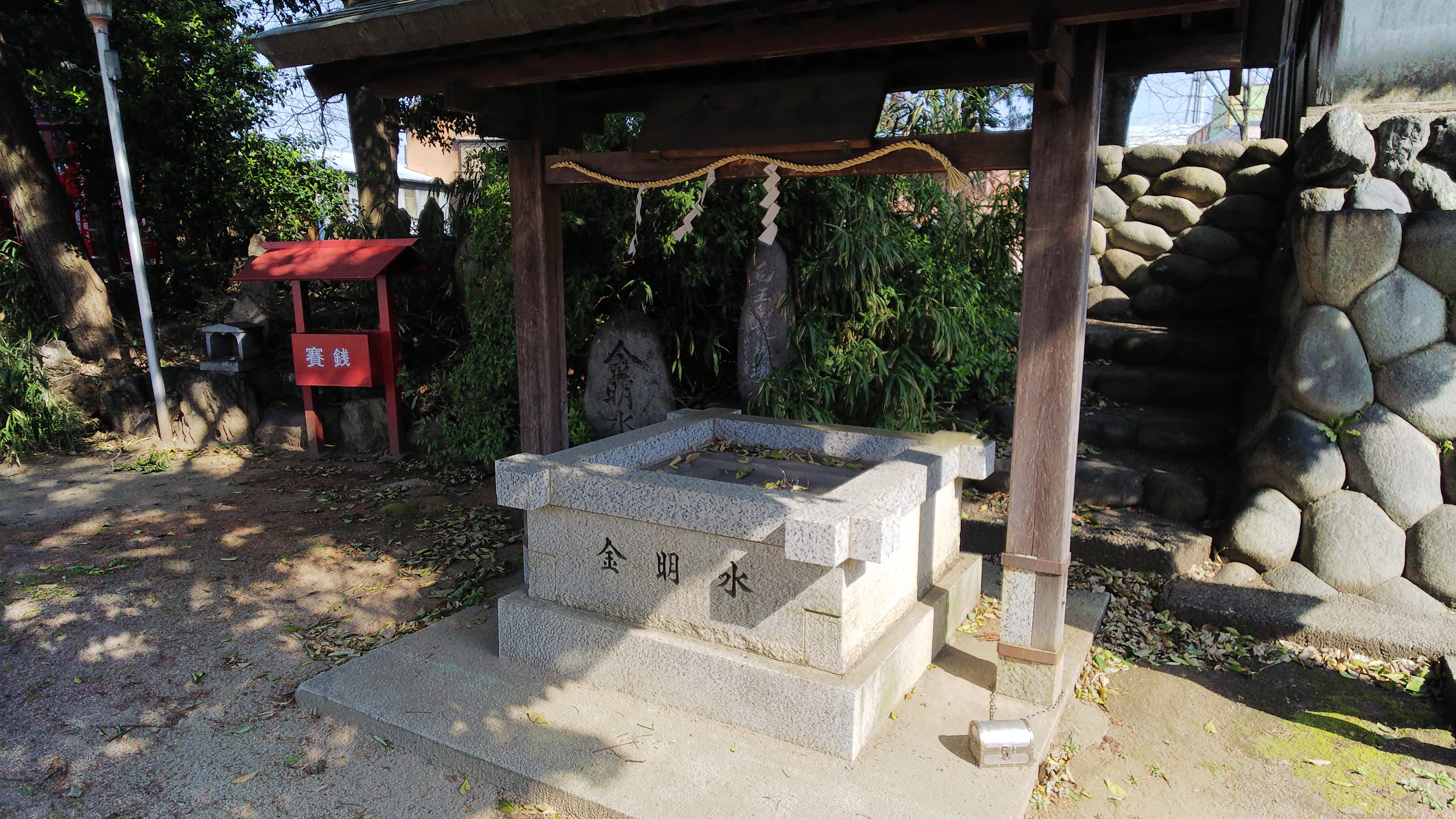
金明水

- 犬山市役所の西にある愛宕神社の境内が木ノ下城の一部という。石碑と案内板がある。
- 愛宕神社の本殿が建つ高台が、木ノ下城の主殿跡といわれている。
- 境内にある井戸は、「金明水」と呼ばれ、木ノ下城の時代に掘られた井戸と伝えられる。また、愛宕神社の南西約100メートルにある井戸、「銀明水」も当時に掘られた井戸と伝えられる。

## 交通
- 名古屋鉄道犬山線犬山駅より徒歩5分